# 丹·馬丁利
丹納德·亞瑟·馬丁利（英語：Donald Arthur Mattingly，1961年4月20日—），前美國職棒選手，紐約洋基隊前隊長，現為多倫多藍鳥隊板凳教練。馬丁利出生於印地安那州的伊凡斯維爾，職業生涯6次入選明星賽，於1985年獲得美國聯盟MVP，1995年球季結束後退休。退休後，擔任洋基的打擊教練和板凳教練，之後追隨喬·托瑞前往道奇，亦擔任打擊教練。近年，他曾執教道奇、馬林魚等國聯球隊。
在所有被洋基隊退休的背號之中，馬丁利是唯一一個在洋基隊時期不曾奪冠過的人。

## 執教

### 洛杉磯道奇
2010年球季後，總教練托瑞宣布退休，由前打擊教練馬丁利接手。許多球迷看好道奇在2011年的表現，但事與願違，2011年球季前半段表現差勁，至6月19日時戰績只有31勝41敗的成績，落後巨人8.5場的勝差。道奇隊該季的打擊能力令人失望，傷兵滿眾的牛棚亦拖累了戰績。2011年球季後半段，他們的表現一塌糊塗，至8月20日時，通算只有56勝67敗的戰績，幾乎無法晉級季後賽。但8月22日後，道奇打擊大暴發，加上原本堅強的投手群，道奇戰績止跌回升，至9月27日止，道奇戰績為82勝79敗，保住了五成勝率，在國聯西區排名第三。
2012年是馬丁利職掌道奇兵符的第二年，以86勝76敗作收。道奇隊連續二年與季後賽無緣，不過他們在接下來的三年當中，都成功晉級到季後賽階段。
2015年10月22日，道奇與合作5年的馬丁利分道揚鑣，雙方提前一年解約。執掌道奇的期間，計獲得446勝（363敗，勝率為5成51），他是隊史勝率次高的總教頭。季後賽方面，取得8勝（11敗），連續三年闖入季後賽則是在道奇隊隊史首開紀錄。

### 邁阿密馬林魚
馬林魚2016年初與馬丁利簽下四年總教練合約。在馬林魚執教七年後，球團不再與他續約。

### 多倫多藍鳥
2022年11月30日，藍鳥隊雇用馬丁利擔任板凳教練。2024年球季，他的職銜更動為「進攻協調員」（offensive coordinator），監管隊上的打擊教練和影像回放相關人員。該季季後，他的工作「回復」為傳統的板凳教練。

## 生涯成績

### 執教
| 球隊         | 年度   | 正規賽 | 正規賽 | 正規賽 | 正規賽      | 季後賽 | 季後賽 | 季後賽 | 季後賽         |
| 球隊         | 年度   | 勝     | 敗     | 勝率   | 排名        | 勝     | 敗     | 勝率   | 備註           |
| ------------ | ------ | ------ | ------ | ------ | ----------- | ------ | ------ | ------ | -------------- |
| 洛杉磯道奇   | 2011年 | 82     | 79     | .509   | 國聯西區第3 | -      | -      | -      |                |
| 洛杉磯道奇   | 2012年 | 86     | 76     | .531   | 國聯西區第2 | -      | -      | -      |                |
| 洛杉磯道奇   | 2013年 | 92     | 70     | .568   | 國聯西區第1 | 5      | 5      | .500   | 輸掉國聯冠軍賽 |
| 洛杉磯道奇   | 2014年 | 94     | 68     | .580   | 國聯西區第1 | 1      | 3      | .250   | 輸掉國聯分區賽 |
| 洛杉磯道奇   | 2015年 | 92     | 70     | .568   | 國聯西區第1 | 2      | 3      | .400   | 輸掉國聯分區賽 |
| 邁阿密馬林魚 | 2016年 | 79     | 82     | .491   | 國聯東區第3 | -      | -      | -      |                |
| 邁阿密馬林魚 | 2017年 | 77     | 85     | .475   | 國聯東區第2 | -      | -      | -      |                |
| 邁阿密馬林魚 | 2018年 | 63     | 98     | .391   | 國聯東區第5 | -      | -      | -      |                |
| 邁阿密馬林魚 | 2019年 | 56     | 106    | .346   | 國聯東區第5 | -      | -      | -      |                |
| 邁阿密馬林魚 | 2020年 | 31     | 29     | .517   | 國聯東區第2 | 2      | 3      | .400   | 輸掉國聯分區賽 |
| 邁阿密馬林魚 | 2021年 | 67     | 95     | .414   | 國聯東區第4 | -      | -      | -      |                |
| 邁阿密馬林魚 | 2022年 | 69     | 93     | .426   | 國聯東區第4 | -      | -      | -      |                |
| 合計         | 合計   | 889    | 950    | .483   |             | 10     | 14     | .416   |                |

## 外部連結
- 球員資訊和成績在MLB ，ESPN ，Retrosheet ，Baseball Reference ，Baseball Reference (Minors) ，Fangraphs ，The Baseball Cube （英文）
- 美國棒球研究協會網站上的丹·馬丁利, by {{{2}}}, retrieved {{{3}}}
- 官方网站